# Світовий тур UCI
Світовий тур UCI (англ. UCI World Tour; у 2009—2010: Світовий рейтинг UCI (англ. UCI World Ranking)) — серія елітних шосейних велогонок серед чоловіків, що проходить щороку з січня по жовтень; також це рейтингова система велогонщиків за результатами їхньої участі в елітних велоперегонах.

## Історія
З 2005 року рейтинг провідних шосейних велогонщиків світу складався згідно з отриманими ними очками в гонках під егідою UCI ProTour. Однак в 2007 році відбувся конфлікт між керівництвом організацій UCI та ASO, організатором Тур де Франс і декількох інших важливих гонок. В результаті в 2008 році всі Гранд Тури, 5 монументальних класичних велогонок і 2 березневі багатоденки, організовані ASO і RCS Sport, вийшли з календаря UCI ProTour. Сезон UCI ProTour 2008 визначив найсильнішого велогонщика лише за результатами гонок, що залишилися в змаганні, тобто без урахування виступів велогонщиків в провідних світових велоперегонах. Це не могло задовольнити громадськість, тому з 2009 року за результатами інших перегонів також нараховуються очки, причому вищі, ніж у ProTour; новий рейтинг отримав назву UCI World Ranking. У цей рейтинг входять всі гонки сезону 2007 року (крім скасованих Ейндховенської командної гонки з роздільним стартом і Туру Німеччини). Також організатори туру доклали зусиль для розширення географії змагань: тепер в календар туру входять австралійський Тур Даун Андер, канадські Гран-прі Монреаля і Гран-прі Квебека. Пізніше з'явилися Тур Пекіна (з 2011 року) і Тур Ханчжоу (з 2013 року). Крім індивідуального рейтингу, розраховуються також командний і національний, на основі п'яти найкращих гонщиків команди і країни відповідно.

## Велогонки
| Гонка | Гонка | Бали Світового рейтингу | Бали Світового рейтингу | Бали Світового рейтингу | Бали Світового рейтингу          |
| Гонка | Гонка | Перемога                | Друга позиція           | Третя позиція           | Остання позиція в заліковій зоні |
| --- | --- | ----------------------- | ----------------------- | ----------------------- | -------------------------------- |
| Тур де Франс | Гонка Етап | 200 20                  | 150 10                  | 120 6                   | 20-й (4 бали) 5-й (2 бали)       |
| Джиро д'Італія Вуельта Іспанії | Гонка Етап | 170 16                  | 130 8                   | 100 4                   | 20-й (2 бали) 5-й (1 бал)        |
| Командний чемпіонат світу UCI | Командний чемпіонат світу UCI | 200                     | 170                     | 140                     | 10-й (70 балів)                  |
| Тур Даун Андер Париж — Ніцца Тіррено — Адріатико Тур Країни Басків Тур Романдії Вуельта Каталонії Крітеріум ду Дофіне Тур Швейцарії Тур Польщі Енеко Тур Тур Пекіна (до 2015) | Гонка Етап | 100 6                   | 80 4                    | 70 2                    | 10-й (4 бали) 5-й (1 бал)        |
| Мілан — Сан-Ремо Тур Фландрії Париж — Рубе Льєж — Бастонь — Льєж Джиро ді Ломбардія                                                                                           | Мілан — Сан-Ремо Тур Фландрії Париж — Рубе Льєж — Бастонь — Льєж Джиро ді Ломбардія                                                                                | 100                     | 80                      | 70                      | 10-й (4 бали)                    |
| E3 Харелбеке Гент — Вевельгем Амстел Голд Рейс Флеш Валонь Классика Сан-Себастьяна Ваттенфаль Классик Гран-прі Квебека Гран-прі Монреаля Гран-прі Західної Франції            | E3 Харелбеке Гент — Вевельгем Амстел Голд Рейс Флеш Валонь Классика Сан-Себастьяна Ваттенфаль Классик Гран-прі Квебека Гран-прі Монреаля Гран-прі Західної Франції | 80                      | 60                      | 50                      | 10-й (2 бали)                    |

## Рейтинги

### Індивідуальний рейтинг
| Сезон | 1-й                       | 2-й                       | 3-й                       | 4-й                       | 5-й                       |
| ----- | ------------------------- | ------------------------- | ------------------------- | ------------------------- | ------------------------- |
| 2009  | Альберто Контадор (ESP)   | Алехандро Вальверде (ESP) | Самуель Санчес (ESP)      | Енді Шлек (LUX)           | Кедел Еванс (AUS)         |
| 2010  | Хоакім Родрігес (ESP)     | Філіпп Жильбер (BEL)      | Луїс Леон Санчес (ESP)    | Кедел Еванс (AUS)         | Вінченцо Нібалі (ITA)     |
| 2011  | Філіпп Жильбер (BEL)      | Кедел Еванс (AUS)         | Хоакім Родрігес (ESP)     | Мікеле Скарпоні (ITA)     | Тоні Мартін (GER)         |
| 2012  | Хоакім Родрігес (ESP)     | Бредлі Віггінс (GBR)      | Том Бонен (BEL)           | Вінченцо Нібалі (ITA)     | Алехандро Вальверде (ESP) |
| 2013  | Хоакім Родрігес (ESP)     | Кріс Фрум (GBR)           | Алехандро Вальверде (ESP) | Петер Саган (SVK)         | Вінченцо Нібалі (ITA)     |
| 2014  | Алехандро Вальверде (ESP) | Альберто Контадор (ESP)   | Саймон Джерранс (AUS)     | Руй Кошта (POR)           | Наїро Кінтана (COL)       |
| 2015  | Алехандро Вальверде (ESP) | Хоакім Родрігес (ESP)     | Наїро Кінтана (COL)       | Александер Крістофф (NOR) | Фабіо Ару (ITA)           |
| 2016  | Петер Саган (SVK)         | Наїро Кінтана (COL)       | Кріс Фрум (GBR)           | Алехандро Вальверде (ESP) | Альберто Контадор (ESP)   |

### Командний рейтинг
| Сезон | 1-й                | 2-й              | 3-й                     |
| ----- | ------------------ | ---------------- | ----------------------- |
| 2009  | Astana Pro Team    | Caisse d'Epargne | Team Columbia-High Road |
| 2010  | Saxo Bank          | Liquigas-Doimo   | Rabobank                |
| 2011  | Omega Pharma-Lotto | Sky Procycling   | Leopard Trek            |
| 2012  | Sky Procycling     | Katusha–Alpecin  | Liquigas-Cannondale     |
| 2013  | Movistar Team      | Sky Procycling   | Katusha–Alpecin         |
| 2014  | Movistar Team      | BMC Racing Team  | Tinkoff-Saxo            |
| 2015  | Movistar Team      | Katusha–Alpecin  | Team Sky                |
| 2016  | Movistar Team      | Tinkoff          | Team Sky                |

### Національний рейтинг
| Сезон | 1-й     | 2-й             | 3-й             |
| ----- | ------- | --------------- | --------------- |
| 2009  | Іспанія | Італія          | Австралія       |
| 2010  | Іспанія | Італія          | Бельгія         |
| 2011  | Італія  | Бельгія         | Австралія       |
| 2012  | Іспанія | Велика Британія | Італія          |
| 2013  | Іспанія | Італія          | Колумбія        |
| 2014  | Іспанія | Італія          | Бельгія         |
| 2015  | Іспанія | Італія          | Колумбія        |
| 2016  | Іспанія | Колумбія        | Велика Британія |

## Переможці гонок
| Сезон                        | 2009                       | 2010                       | 2011                       | 2012                       | 2013                       | 2014                       | 2015                       | 2016                       | 2017             |
| ---------------------------- | -------------------------- | -------------------------- | -------------------------- | -------------------------- | -------------------------- | -------------------------- | -------------------------- | -------------------------- | ---------------- |
| Тур Даун Андер               | Девіс                      | Грайпель                   | Меєр                       | Джерранс (2)               | Слагтер                    | Джерранс (5)               | Денніс                     | Джерранс (9)               | Порт (2)         |
| Кедел Еванс Грейт Оушен Роуд | Не проводилась             | Не проводилась             | Не проводилась             | Не проводилась             | Не проводилась             | Не проводилась             | Входила в UCI Oceania Tour | Входила в UCI Oceania Tour | Арндт            |
| Абу Дабі Тур                 | Не проводилась             | Не проводилась             | Не проводилась             | Не проводилась             | Не проводилась             | Не проводилась             | Входила в UCI Asia Tour    | Входила в UCI Asia Tour    | Кошта (5)        |
| Омлоп Хет Ніувсблад          | Входила в UCI Europe Tour  | Входила в UCI Europe Tour  | Входила в UCI Europe Tour  | Входила в UCI Europe Tour  | Входила в UCI Europe Tour  | Входила в UCI Europe Tour  | Входила в UCI Europe Tour  | Входила в UCI Europe Tour  | Ван Авермат (3)  |
| Страде Б'янке                | Входила в UCI Europe Tour  | Входила в UCI Europe Tour  | Входила в UCI Europe Tour  | Входила в UCI Europe Tour  | Входила в UCI Europe Tour  | Входила в UCI Europe Tour  | Входила в UCI Europe Tour  | Входила в UCI Europe Tour  | Квятковський (3) |
| Париж — Ніцца                | Л. Санчес (1)              | Контадор (3)               | Т. Мартін (2)              | Віггінс (2)                | Порт (1)                   | Бетанкур                   | Порт (2)                   | Томас (2)                  | С. Енао          |
| Тіррено — Адріатико          | Скарпоні (1)               | Гарцеллі                   | Еванс (2)                  | Нібалі (2)                 | Нібалі (3)                 | Контадор (5)               | Н. Кінтана (3)             | Ван Авермат (1)            | Н. Кінтана (7)   |
| Мілан — Сан-Ремо             | Кавендіш                   | Фрейре                     | Госс (2)                   | Джерранс (3)               | Чіолек                     | Крістофф (1)               | Дегенкольб (3)             | Демар                      | Квятковський (4) |
| Вуельта Каталонії            | Вальверде (1)              | Родрігес (1)               | Скарпоні (2)               | Альбасіні                  | Д. Мартин (2)              | Родрігес (5)               | Порт (3)                   | Н. Кінтана (4)             | Вальверде (9)    |
| Дварс дор Фландерен          | Входила в UCI Europe Tour  | Входила в UCI Europe Tour  | Входила в UCI Europe Tour  | Входила в UCI Europe Tour  | Входила в UCI Europe Tour  | Входила в UCI Europe Tour  | Входила в UCI Europe Tour  | Входила в UCI Europe Tour  | Лампарт          |
| E3 Харелбеке                 | Входида в UCI Europe Tour  | Входида в UCI Europe Tour  | Входида в UCI Europe Tour  | Бонен (3)                  | Канчеллара (4)             | Саган (4)                  | Томас (1)                  | Квятковський (2)           | Ван Авермат (4)  |
| Гент — Вевельгем             | Боассон Хаген (1)          | Айзель                     | Бонен (2)                  | Бонен (4)                  | Саган (2)                  | Дегенкольб (2)             | Паоліні                    | Саган (5)                  | Ван Авермат (5)  |
| Тур Фландрії                 | Девольдер                  | Канчеллара (2)             | Нуенс                      | Бонен (5)                  | Канчеллара (5)             | Канчеллара (5)             | Крістофф (3)               | Саган (6)                  | Жильбер (11)     |
| Тур Країни Басків            | Контадор(1)                | Горнер (1)                 | Кледен                     | Санчес                     | Н. Кінтана (1)             | Контадор (6)               | Родрігес (6)               | Контадор (9)               | Вальверде (10)   |
| Париж — Рубе                 | Бонен (1)                  | Канчеллара (3)             | Вансюммерен                | Бонен (6)                  | Канчеллара (6)             | Терпстра                   | Дегенкольб (4)             | Гейман                     | Ван Авермат (6)  |
| Амстел Голд Рейс             | Іванов                     | Жильбер (2)                | Жильбер (4)                | Гаспаротто                 | Кройцігер (2)              | Жильбер (9)                | Квятковський (1)           | Гаспаротто                 | Жильбер (12)     |
| Тур Туреччини                | Входила в UCI Europe Tour  | Входила в UCI Europe Tour  | Входила в UCI Europe Tour  | Входила в UCI Europe Tour  | Входила в UCI Europe Tour  | Входила в UCI Europe Tour  | Входила в UCI Europe Tour  | Входила в UCI Europe Tour  |                  |
| Флеш Валонь                  | Ребеллін                   | Еванс (1)                  | Жильбер (5)                | Родрігес (2)               | Морено                     | Вальверде (4)              | Вальверде (6)              | Вальверде (8)              | Вальверде (11)   |
| Льєж — Бастонь — Льєж        | А. Шлек (1)                | Винокуров                  | Жильбер (6)                | Іглінський                 | Д. Мартін (3)              | Джерранс (6)               | Вальверде (7)              | Пулс                       | Вальверде (12)   |
| Тур Романдії                 | Кройцігер (1)              | Шпілак (1)                 | Еванс (3)                  | Віггінс (3)                | Фрум (1)                   | Фрум (4)                   | Закарін                    | Н. Кінтана (5)             | Порт (3)         |
| Ешборн — Франкфурт           | Входила в UCI Europe Tour  | Входила в UCI Europe Tour  | Входила в UCI Europe Tour  | Входила в UCI Europe Tour  | Входила в UCI Europe Tour  | Входила в UCI Europe Tour  | Не проводилась             | Входила в UCI Europe Tour  | Крістофф (5)     |
| Джиро д'Італія               | Меньшов                    | Бассо                      | Скарпоні (3)               | Хешедаль                   | Нібалі (4)                 | Н. Кінтана (2)             | Контадор (8)               | Нібалі (7)                 | Дюмулен (1)      |
| Тур Каліфорнії               | Входила в UCI America Tour | Входила в UCI America Tour | Входила в UCI America Tour | Входила в UCI America Tour | Входила в UCI America Tour | Входила в UCI America Tour | Входила в UCI America Tour | Входила в UCI America Tour | Беннет           |
| Крітеріум ду Дофіне          | Вальверде (2)              | Брайкович                  | Віггінс (1)                | Віггінс (4)                | Фрум (2)                   | Таланскі                   | Фрум (5)                   | Фрум (7)                   | Фульсанг         |
| Тур Швейцарії                | Канчеллара (1)             | Ф. Шлек                    | Лайфаймер                  | Кошта (2)                  | Кошта (3)                  | Кошта (4)                  | Шпілак (2)                 | Лопес                      | Шпілак (3)       |
| Тур де Франс                 | Контадор (2)               | А. Шлек (2)                | Еванс (4)                  | Віггінс (5)                | Фрум (3)                   | Нібалі (5)                 | Фрум (6)                   | Фрум (8)                   | Фрум (9)         |
| Классика Сан-Себастьяна      | Барредо                    | Л. Санчес (2)              | Жильбер (7)                | Л. Санчес (3)              | Галлопен                   | Вальверде (5)              | Йейтс А.                   | Моллема                    | Квятковський (5) |
| Тур Польщі                   | Баллан                     | Д. Мартін (1)              | Саган (1)                  | Мозер                      | Венінг                     | Майка                      | Іссагірре                  | Велленс (4)                | Тьонс            |
| Лондон — Суррей Классик      | Не проводилась             | Не проводилась             | Входила в UCI Europe Tour  | Не проводилась             | Входила в UCI Europe Tour  | Входила в UCI Europe Tour  | Входила в UCI Europe Tour  | Входила в UCI Europe Tour  | Крістофф (6)     |
| Енеко Тур                    | Боассон Хаген (2)          | Т. Мартін (1)              | Боассон Хаген (3)          | Боом                       | Штибар                     | Велленс (1)                | Велленс (2)                | Терпстра (2)               | Дюмулен (2)      |
| Вуельта Іспанії              | Вальверде (3)              | Нібалі (1)                 | Кобо                       | Контадор (4)               | Горнер (2)                 | Контадор (7)               | Ару                        | Н. Кінтана (6)             |                  |
| Классика Гамбурга            | Фаррар (1)                 | Фаррар (2)                 | Боассон Хаген (4)          | Демар                      | Дегенкольб (1)             | Крістофф (2)               | Грайпель                   | Еван                       | Вівіані          |
| Гран-прі Плуе                | Джерранс (1)               | Госс (1)                   | Боле                       | Боассон Хаген (5)          | Поццато                    | Шаванель                   | Крістофф (4)               | Насен                      | Вівіані          |
| Гран-прі Квебека             | Не проводилась             | Феклер                     | Жильбер (8)                | Джерранс (4)               | Гесінк (2)                 | Джерранс (7)               | Уран                       | Саган (7)                  |                  |
| Гран-прі Монреаля            | Не проводилась             | Гесінк (1)                 | Кошта (1)                  | Нордхауг                   | Саган (3)                  | Джерранс (8)               | Велленс (3)                | Ван Авермат (2)            |                  |
| Джиро ді Ломбардія           | Жильбер (1)                | Жильбер (3)                | Цаугг                      | Родрігес (3)               | Родрігес (4)               | Д. Мартін (4)              | Нібалі (6)                 | Чавес                      |                  |
| Тур Гуансі                   | Не проводилась             | Не проводилась             | Не проводилась             | Не проводилась             | Не проводилась             | Не проводилась             | Не проводилась             | Не проводилась             |                  |
| Тур Пекіна                   | Не проводилась             | Не проводилась             | Т. Мартін (3)              | Т. Мартін (4)              | Інчаусті                   | Жильбер (10)               | Не проводилась             | Не проводилась             | Не проводилась   |

### Найбільші переможці
Кольором виділені гонщики, що вже не беруть участь у змаганнях.
| Номер | Велогонщик            | Перемог |
| ----- | --------------------- | ------- |
| 1.    | Філіп Жильбер         | 12      |
| 1.    | Алехандро Вальверде   | 12      |
| 3.    | Альберто Контадор     | 9       |
| 3.    | Сімон Джерранс        | 9       |
| 3.    | Кріс Фрум             | 9       |
| 6.    | Фабіан Канчеллара     | 7       |
| 6.    | Вінченцо Нібалі       | 7       |
| 6.    | Найро Кінтана         | 7       |
| 6.    | Петер Саган           | 7       |
| 10.   | Том Бунен             | 6       |
| 10.   | Александер Крістофф   | 6       |
| 10.   | Йоакім Родрігес       | 6       |
| 10.   | Грег Ван Авермет      | 6       |
| 14.   | Едвальд Боассон Хаген | 5       |
| 14.   | Руй Кошта             | 5       |
| 14.   | Міхал Квятковський    | 5       |
| 14.   | Річі Порте            | 5       |
| 14.   | Бредль Віггінс        | 5       |
| 19.   | Йон Дегенкольб        | 4       |
| 19.   | Кедел Еванс           | 4       |
| 19.   | Ден Мартін            | 4       |
| 19.   | Тоні Мартін           | 4       |
| 19.   | Тім Велленс           | 4       |